# 郭以誠
郭以誠（？—？），廣西省桂林府臨桂縣人，清朝政治人物、同進士出身。
光緒十五年（1889年），参加光緒己丑科殿試，登進士三甲52名。同年五月，著交吏部掣签，分发各省以知县即用。